# Міністерство захисту довкілля та природних ресурсів України
Міністерство захисту довкілля та природних ресурсів України (скорочено ― Міндовкілля) — колишній центральний орган виконавчої влади, діяльність якого спрямовується і координується Кабінетом Міністрів України. Створено 2020 року шляхом реорганізації Міністерства енергетики та захисту довкілля України (2019—2020).
Міндовкілля був головним органом у системі центральних органів виконавчої влади, який забезпечував формування та реалізацію державної політики у сфері охорони навколишнього природного середовища, лісового, мисливського та водного господарства, використання надр, управління зоною відчуження та зоною безумовного (обов'язкового) відселення, подолання наслідків Чорнобильської катастрофи, зняття з експлуатації Чорнобильської АЕС та здійснення державного нагляду (контролю) у сфері охорони навколишнього природного середовища, раціонального використання, відтворення і охорони природних ресурсів.
Постановою Кабінету Міністрів України від 21 липня 2025 року було ліквідоване із передачею його функцій до Міністерства економіки, довкілля та сільського господарства України.

## Основні завдання
Основні завдання Міндовкілля визначені Положенням про Міністерство захисту довкілля та природних ресурсів України, затвердженого постановою Кабінету Міністрів України від 25 червня 2020 року № 614 «Деякі питання Міністерства захисту довкілля та природних ресурсів».

## Керівництво та структура

### Міністр
Міндовкілля очолює Міністр захисту довкілля та природних ресурсів України, який призначається на посаду за поданням Прем'єр-міністра України і звільняється з посади Верховною Радою України.
Посаду Міністра захисту довкілля та природних ресурсів України обіймала Світлана Гринчук з 4 вересня 2024 року.

### Апарат міністра
- Задорожний Олександр Вячеславович ― державний секретар Міністерства захисту довкілля та природних ресурсів України з 11 квітня 2025 року[4].
- Юхимчук Ольга Юріївна - заступник Міністра захисту довкілля та природних ресурсів України з питань європейської інтеграції з 15 жовтня 2024 року[5].
- Юхимчук Ольга Юріївна - заступник Міністра захисту довкілля та природних ресурсів України з питань європейської інтеграції з 15 жовтня 2024 року[5].
- Власенко Сергій Геннадійович - заступник Міністра захисту довкілля та природних ресурсів України з питань цифрового розвитку, цифрових трансформацій і цифровізації з 21 червня 2022 року [6]
- Семенець Олександр Степанович - заступник Міністра захисту довкілля та природних ресурсів України з 1 жовтня 2024 року[7].
- Перелигін Єгор Євгенович - заступник Міністра захисту довкілля та природних ресурсів України з 15 квітня 2025 року[8].
- Киреєва Вікторія Станіславівна - заступник Міністра захисту довкілля та природних ресурсів України з 21 квітня 2023 року. [9]

### Структура[10]
ВІДДІЛ ЗАБЕЗПЕЧЕННЯ ДІЯЛЬНОСТІ МІНІСТРА (ПАТРОНАТНА СЛУЖБА)
ДЕПАРТАМЕНТ СТРАТЕГІЧНОГО ПЛАНУВАННЯ ТА ЗБАЛАНСОВАНОГО ПРИРОДОКОРИСТУВАННЯ
- Відділ стратегічного планування та відновлення
- Відділ формування державної та регіональної  екологічної політики
- Відділ охорони та відтворення водних ресурсів  та морських екосистем
- Відділ охорони та відтворення лісових ресурсів
- Відділ формування політики у сфері управління  радіоактивними відходами

ДЕПАРТАМЕНТ ЦИФРОВОЇ ТРАНСФОРМАЦІЇ ТА ЕЛЕКТРОННИХ  ПУБЛІЧНИХ ПОСЛУГ
- Відділ цифрової трансформації
- Відділ надання електронних публічних послуг та  дерегуляції
- Відділ кібербезпеки

ДЕПАРТАМЕНТ ЕКОЛОГІЧНОЇ ОЦІНКИ
- Відділ стратегічної екологічної оцінки
- Відділ оцінки впливу на довкілля
- Відділ післяпроєктного моніторингу та участі  громадськості
- Відділ інтеграції екологічних оцінок у  галузеві політики

ДЕПАРТАМЕНТ ПРИРОДНО-ЗАПОВІДНОГО ФОНДУ ТА БІОРІЗНОМАНІТТЯ
- Відділ координації діяльності об'єктів та  установ природно-заповідного фонду та рекреаційної діяльності
- Відділ кадастрів природно-заповідних  територій, рослинного і тваринного світу
- Відділ національної екомережі та ландшафтного  планування
- Відділ збереження біологічного різноманіття та  біобезпеки
- Відділ охорони земельних ресурсів
- Відділ екологічної освіти та науки

ДЕПАРТАМЕНТ ЗАПОБІГАННЯ ПРОМИСЛОВОМУ ЗАБРУДНЕННЮ ТА  КЛІМАТИЧНОЇ ПОЛІТИКИ
Управління запобігання промисловому забрудненню
- Відділ формування політики із  запобігання промисловому забрудненню
- Відділ охорони атмосферного  повітря
- Відділ екологічного аудиту та  впровадження найкращих доступних технологій
- Відділ реєстрації викидів та  захисту озонового шару

 Управління кліматичної політики
- Відділ кліматичної політики
- Відділ кліматичної звітності
- Відділ формування політики у сфері  моніторингу довкілля

ЮРИДИЧНИЙ ДЕПАРТАМЕНТ
- Відділ правового забезпечення
- Відділ представництва інтересів у судах та  правоохоронних органах
- Відділ нормотворчої діяльності
- Відділ методології та експертизи актів  законодавства

ДЕПАРТАМЕНТ ЕКОНОМІКИ, ФІНАНСІВ ТА ОБЛІКУ
Управління бухгалтерського обліку та звітності
- Відділ бухгалтерського обліку та  звітності
- Відділ з питань оплати праці

Управління економіки та фінансів:
- Відділ планування та виконання  державного бюджету
- Відділ планування та фінансування  установ та організацій
- Відділ природоохоронних заходів та  цільових екологічних (зелених) інвестицій

УПРАВЛІННЯ МІЖНАРОДНОГО СПІВРОБІТНИЦТВА
- Відділ міжнародного співробітництва
- Відділ виконання міжнародних угод та конвенцій

УПРАВЛІННЯ ЄВРОПЕЙСЬКОЇ ІНТЕГРАЦІЇ
- Відділ аналізу європейського законодавства
- Відділ імплементації європейського  законодавства

УПРАВЛІННЯ ЕКОЛОГІЧНОЇ БЕЗПЕКИ
- Відділ екологічної та хімічної безпеки
- Відділ реєстрації пестицидів та агрохімікатів

УПРАВЛІННЯ З ПИТАНЬ УПРАВЛІННЯ ВІДХОДАМИ
- Відділ формування політики з управління  відходами
- Відділ поводження з відходами

УПРАВЛІННЯ ЕКОЛОГІЧНОГО КОНТРОЛЮ ТА МЕТОДОЛОГІЇ
- Відділ екологічного контролю
- Відділ методології оцінки шкоди, завданої  довкіллю

УПРАВЛІННЯ КРУГОВОЇ ЕКОНОМІКИ ТА НАДРОКОРИСТУВАННЯ
- Відділ формування політики у сфері  надрокористування
- Відділ кругової економіки

УПРАВЛІННЯ РОБОТИ З ПЕРСОНАЛОМ
- Відділ управління персоналом
- Відділ державної служби

УПРАВЛІННЯ ОРГАНІЗАЦІЙНО-АНАЛІТИЧНОЇ РОБОТИ
- Відділ організаційного забезпечення
- Відділ аналітичної роботи
- Сектор протоколу та організації заходів

УПРАВЛІННЯ ДОКУМЕНТООБІГУ ТА ЗВЕРНЕНЬ ГРОМАДЯН
- Відділ контролю та забезпечення документообігу
- Відділ розгляду звернень громадян та  забезпечення доступу до публічної інформації

УПРАВЛІННЯ РЕСУРСНОГО ЗАБЕЗПЕЧЕННЯ
- Відділ матеріально-технічного забезпечення  діяльності міністерства
- Відділ управління об'єктами державної  власності

ВІДДІЛ КОНТРОЛЮ ЗА ДОТРИМАННЯМ ЛІЦЕНЗІЙНИХ УМОВ
ВІДДІЛ ВНУТРІШНЬОГО АУДИТУ
ВІДДІЛ З ПУБЛІЧНИХ КОМУНІКАЦІЙ ТА ЗВ'ЯЗКІВ З ГРОМАДСЬКІСТЮ
СЕКТОР ОРГАНІЗАЦІЙНОГО ЗАБЕЗПЕЧЕННЯ ДІЯЛЬНОСТІ ДЕРЖАВНОГО  СЕКРЕТАРЯ
СЕКТОР ВНУТРІШНЬОГО КОНТРОЛЮ
СЕКТОР З МОБІЛІЗАЦІЙНОЇ РОБОТИ, ЦИВІЛЬНОГО ЗАХИСТУ
СЕКТОР РЕЖИМНО-СЕКРЕТНОЇ РОБОТИ
СЕКТОР ДЕРЖАВНИХ ЗАКУПІВЕЛЬ
СЕКТОР З ОХОРОНИ ПРАЦІ
СЕКТОР З ПИТАНЬ ЗАПОБІГАННЯ ТА ВИЯВЛЕННЯ КОРУПЦІЇ

## Історія
Міністерство охорони навколишнього природного середовища України існувало з травня 1991 року, кілька разів змінювало свою назву, але безперервно проіснувало до 2019 року як окреме міністерство, аж доки в уряді Гончарука не вирішили об'єднати на той момент Міністерство екології та природних ресурсів України з Міністерством енергетики та вугільної промисловості України у єдине Міністерство енергетики та захисту довкілля України, що остаточно було здійснено у вересні 2019 року. Кілька місяців по тому, в травні 2020 року, ці два міністерства були знову роз'єднані до попереднього стану, за виключенням їх назв, зокрема колишнє «Мінекології» фактично відновили під новою назвою як «Міндовкілля», відділивши його від Міністерства енергетики.
Міністерство захисту довкілля та природних ресурсів України утворено 27 травня 2020 року відповідно до постанови Кабінету Міністрів України від 27 травня 2020 року № 425 «Деякі питання оптимізації системи центральних органів виконавчої влади».
При цьому колишнє Міністерство енергетики та захисту довкілля України перейменоване на Міністерство енергетики України.
Таким чином створені два окремі міністерства, кожне з яких у своїй сфері є правонаступником прав та обов'язків Міністерства енергетики та захисту довкілля України.
Міністерства-попередники:
- 1991–1995 — Міністерство охорони навколишнього природного середовища України;
- 1995–2000 — Міністерство охорони навколишнього природного середовища та ядерної безпеки України;
- 2000–2003 — Міністерство екології та природних ресурсів України;
- 2003–2010 — Міністерство охорони навколишнього природного середовища України;
- 2010–2019 — Міністерство екології та природних ресурсів України;
- 2019–2020 — Міністерство енергетики та захисту довкілля України.

## Підпорядковані органи
Міністерству підпорядковані:
- Державне агентство лісових ресурсів України
- Державна екологічна інспекція України
- Державне агентство України з управління зоною відчуження
- Державна служба геології та надр України
- Державне агентство водних ресурсів України